# Rashad Vaughn
Rashad DeAndre Vaughn, né le 16 août 1996 à Minneapolis, Minnesota, est un joueur américain de basket-ball. Il évolue au poste d'arrière.

## Clubs successifs
- 2014-2015 :  Rebels d'UNLV (NCAA).

## Statistiques

### Universitaires
Les statistiques en matchs universitaires de Rashad Vaughn sont les suivants :
| Année     | Équipe | Matches | Titul. | Min./m. | %tir | %3pts | %l-f | rbds/m. | pass/m. | int/m. | ctr/m. | pts/m. |
| --------- | ------ | ------- | ------ | ------- | ---- | ----- | ---- | ------- | ------- | ------ | ------ | ------ |
| 2014-2015 | UNLV   | 23      | 23     | 32,3    | 43,9 | 38,3  | 69,4 | 4,83    | 1,57    | 0,78   | 0,35   | 17,83  |
| Total     |        | 23      | 23     | 32,3    | 43,9 | 38,3  | 69,4 | 4,83    | 1,57    | 0,78   | 0,35   | 17,83  |

## Palmarès
- Mountain West Freshman of the Year (2015)
- All-Mountain West Honorable Mention (2015)
- McDonald's All-American (2014)